# Чаробњаков шешир
 Чаробњаков шешир (енгл. The Magician's Hat) је дугометражни цртани филм из 1990. године снимљен у сарадњи хрватске продукцијске куће Кроација филм (тада још увек југословенска кућа) и америчке Фантази форест филмс. То је наставак цртаног филма Чудесна шума из 1986. године.

## Радња
Чаробњак Штапић и његови пријатељи желе победити злог цара Мразомора који је оковао чудесну шуму ледом. За тај подухват потребан им је чак и змај Фердинанд са својим пламеним дахом. Проблем је што Фердинанда прво морају пробудити док он чврсто спава на дну вулкана. Једино краљица Сунчица га може пољупцем пробудити. Змај се придружује "чаробњачкој дружини" у мисији како вратити Сунчево светло и топлину у њихову шуму. Чека их низ пустоловина и препрека до коначне победе.

## Гласови
- Драган Миливојевић
- Иво Рогуља
- Емил Глад
- Нада Роко
- Славица Кнежевић
- Љубо Капор
- Свен Ласта
- Ђурђа Ивезић
- Славица Фила
- Невенка Филиповић
- Младен Васари
- Дамир Мејовшек
- Владимир Ковачић
- Драго Крча
- Ричард Симонели
- Бранка Стрмац
- Адам Ведерњак